# Colisión en el río Napo de 2025
La colisión en el río Napo ocurrió el 2 de mayo de 2025 en la provincia de Maynas, en el centro del departamento de Loreto. El accidente ocasionó dos muertos, un desaparecido y alrededor de treinta pasajeros afectados.

## Contexto
El gobierno de la presidenta Dina Boluarte declaró el 1 de abril, es decir un día antes, a algunos distritos del departamento de Loreto en Estado de emergencia por las intensas lluvias en la región amazónica, mediante el Decreto Supremo 057-2025-PCM.

### B.A.P. Ucayali

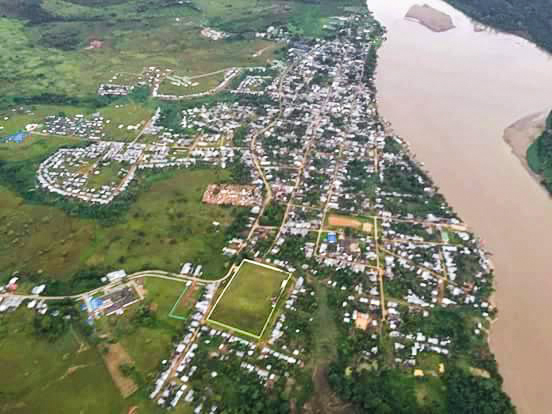
Puerto Leguízamo, en Colombia, lugar de destino del B.A.P. Ucayali para las actividades binacionales.

El B.A.P. Ucayali era una cañonera construida en 1951 en Inglaterra por encargo del gobierno peruano para ser incorporado a la flotilla de Iquitos, en 1950 llegó al puerto de la capital loretana. El 23 de abril de 2025 se le otorgó el permiso a la cañonera y a su tripulación para dirigirse al río Putumayo para la "XVI jornada binacional de desarrollo Perú-Colombia 2025".

## Descripción
El suceso se dio cerca de la desembocadura del río Napo con el río Amazonas en horas de la madrugada, en el distrito de Las Amazonas, perteneciente a la provincia loretana de Maynas.
El B.A.P. Ucayali de la Marina de Guerra del Perú, utilizado por el gobierno peruano para actividades de apoyo social dirigida a los pobladores locales en la cuenca del río Ucayali por el cual toma su nombre, se encontraba dirigiéndose a Puerto Leguízamo en la frontera colombo-peruana. Mientras que en el camino se encontraba la plataforma petrolera "Manatí" perteneciente a la empresa Perenco.
Alrededor de las 3:00 a.m. en hora peruana, el B.A.P. Ucayali no logró divisar a la petrolera "Manatí" que estaba anclada en una de las riberas del cuerpo de agua, el radar del B.A.P. no captó a la plataforma y como consecuencia colisionó contra las cadenas de la barcaza, quedando atrapado y hundiéndose frente a la plataforma.

## Hechos posteriores
Naves y convoyes de la MGP que estaban en las cercanías acudieron al rescate de los afectados, logrando en primera instancia rescatar a treinta pasajeros del destruido B.A.P. Al sitio acudieron helicópteros para el apoyo de rescate, así como buzos para buscar más víctimas y en total se notificó que faltaban tres personas, las cuales dos de ellos se encontraron, un motorista de identidad desconocida y un teniente primero identificado como Juan Dávila, el tercer desaparecido se informó que era un oficial de tercera sin descifrar su identidad.
La MGP oficialmente inició investigaciones técnicas y administrativas, para esclarecer si el accidente fue por causa humana o climática:

La Marina de Guerra del Perú lamenta profundamente la pérdida de nuestros valerosos marinos y expresa su solidaridad con los familiares, a quienes se brindará toda la asistencia necesaria.